# Nikolaï Argounov
 Nikolaï Argounov est un peintre russe du XIXe siècle.

## Biographie
N. Argounov est issu d’une famille de peintres, serfs de la Famille Cheremetiev. Après être devenu libre, il joint l’Académie russe des Beaux-Arts en 1816.